# Piveteausaurus divesensis
Il piveteausauro (Piveteausaurus divesensis (Walker, 1964)) è un dinosauro carnivoro appartenente ai megalosauri. Visse nel Giurassico medio (Calloviano, 161 milioni di anni fa) e i suoi resti fossili sono stati ritrovati in Francia.

## Descrizione
Tutto ciò che si conosce di questo animale è una scatola cranica incompleta, che quindi non permette di ipotizzare una ricostruzione dell'animale. La morfologia della scatola cranica, tuttavia, ricorda moltissimo quella di un altro dinosauro carnivoro del Giurassico medio, Piatnitzkysaurus del Sudamerica, conosciuto grazie a resti più completi. Le dimensioni del fossile sono paragonabili a quelle della scatola cranica di Allosaurus. Si suppone che Piveteausaurus fosse un grande carnivoro bipede, lungo forse 10 metri, dotato di una grande testa armata di denti ricurvi e aguzzi.

## Classificazione
Il fossile venne trovato sulle scogliere note come Vaches Noires nei pressi di Dives in Normandia (Francia) dal collezionista locale Dutacq e fu poi ceduto nel 1920 al professore Marcellin Boule del Muséum national d'histoire naturelle di Parigi. Inizialmente le rocce di Dives furono ritenute risalire al Giurassico superiore (Oxfordiano), ma successivamente vennero attribuite a qualche milione di anni prima (Calloviano). Il resto venne descritto nel 1923 da Jean Piveteau, che illustrò e fotografò l'esemplare. Piveteau ritenne che il fossile fosse da ascrivere alla specie Streptospondylus cuvieri, descritta in precedenza da Richard Owen e basata su frammenti provenienti dalla stessa località.
L'esemplare venne ristudiato da Alick Walker nel 1964 nell'ambito del lavoro riguardante Ornithosuchus e l'evoluzione dei carnosauri; Walker attribuì il fossile a una nuova specie del teropode Eustreptospondylus (E. divesensis), così come gli altri frammenti attribuiti da Owen a S. cuvieri. Solo nel 1977 un nuovo studio di Philippe Taquet e Samuel Welles chiarì che la scatola cranica era attribuibile a un genere nuovo per la scienza: Piveteausaurus. Nonostante la distinta morfologia, la scatola cranica non è di facile classificazione. È stata accostata di volta in volta a Ceratosaurus, Proceratosaurus ed Eustreptospondylus, ma non è effettivamente attribuibile ad alcuna famiglia nota a causa della frammentarietà del reperto. Uno studio del 2004 (Holtz et al., 2004) ritiene che Piveteausaurus fosse un membro dei tetanuri, ma senza attuare un'analisi filogenetica. Nel 2010 Benson effettuò un'analisi di questo tipo e ritenne che Piveteausaurus fosse un membro dei megalosauridi, un gruppo di dinosauri carnivori classificati come tetanuri primitivi. 